# 管状器官
管状器官（英語：tubular organs）或称空腔器官，旧称𦜐，是具有管状或袋状形态的脏器。这一概念主要用于病理学领域，与实质器官（或称实体器官）相对。

## 示例
- 消化道
- 呼吸道
- 泌尿道
- 女性生殖道